# Sigmund Conrad von Eybesfeld

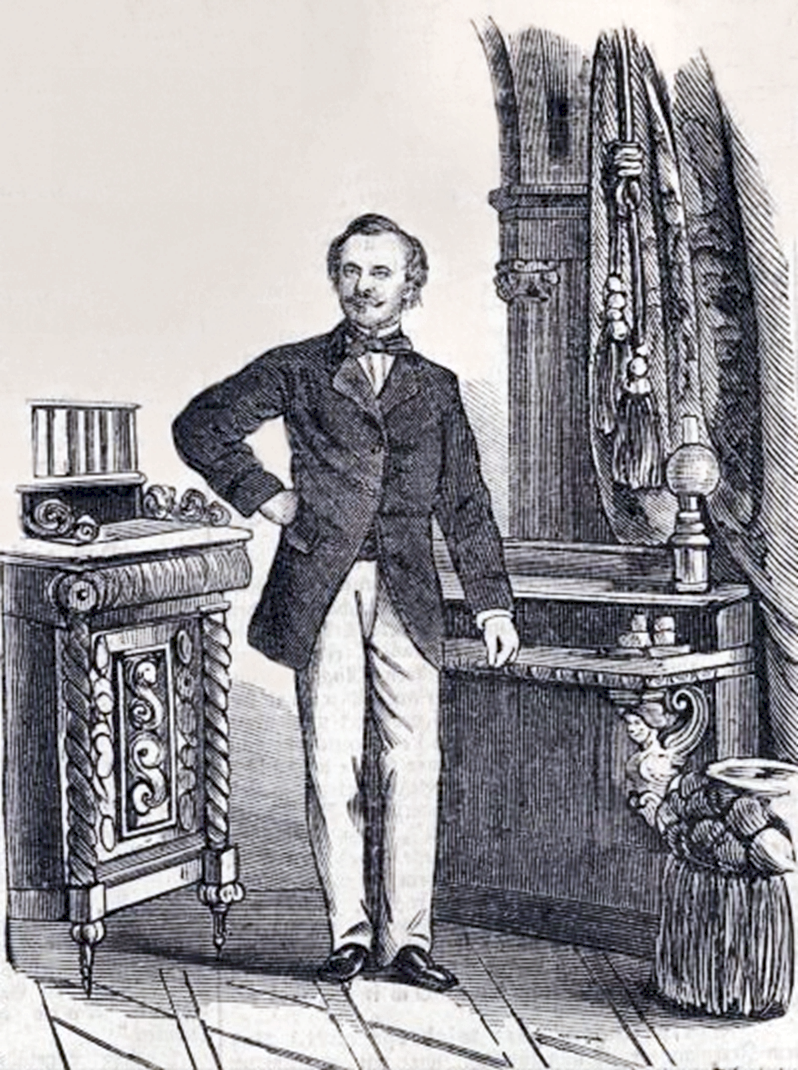
Conrad von Eybesfeld 1872

Sigmund Conrad Freiherr von Eybesfeld, auch Eybisfeld, (* 11. August 1821 in Schloss Kainberg; † 9. Juli 1898 in Graz) war ein österreichischer Jurist, Beamter und Politiker.

## Leben
Sigmund Conrad studierte Rechtswissenschaften an den Universitäten in Graz und Wien und trat dann in den Staatsdienst. Er war Präsident der k.k. Grundlasten-Ablösungs- und Regulierungskommission, der k.k. Lehen-Allodialisierungs-Landeskommission, der Grundsteuer-Regulierungs-Landeskommission und Chef der k.k. oberösterreichischen Finanzdirektion. Er heiratete 1849 Minna, Tochter des Großhändlers Friedrich Sigismund von Cnobloch.
1851 oder 1853 erwarb er Schloss Eybesfeld. Kaiser Franz Joseph I. erhob ihn 1854 mit dem Prädikat "von Eybesfeld" in den Ritterstand, 1870 in den Freiherrenstand. Zwischen 1870 und 1871 wirkte er als Landtagsabgeordneter im Krainer Landtag, von 1871 bis 1872 war er Statthalter von Oberösterreich, von 1872 bis 1880 Statthalter von Niederösterreich sowie zwischen 1876 und 1877 Abgeordneter zum Niederösterreichischen Landtag. Von 1880 bis 1885 war er Minister für Kultus und Unterricht im Ministerium Taaffe. Mit 5. November 1885 wurde Sigmund Conrad von Eybesfeld auf Lebenszeit zum Mitglied des Herrenhauses ernannt, wo er der Mittelpartei angehörte.

## Ehrungen
- Kommandeur des päpstlichen Gregoriusordens
- Ritter des k.k. Leopold- und des Malteserordens
- Komtur des kaiserl. österr. Franz-Joseph-Ordens